# Montpesat (Òlt i Garona)
Montpesat (en francès Montpezat) és un municipi francès situat al departament d'Òlt i Garona i a la regió de la Nova Aquitània.

## Demografia
| 1962                                       | 1968 | 1975 | 1982 | 1990 | 1999 | 2007 |
| ------------------------------------------ | ---- | ---- | ---- | ---- | ---- | ---- |
| 759                                        | 787  | 588  | 600  | 611  | 595  | 581  |
| Des de 1962: població sense dobles comptes |      |      |      |      |      |      |

## Administració
| Període   | Identitat             | Partit |
| --------- | --------------------- | ------ |
| 1995-2008 | Louis Brégégère       |        |
| 2008-     | Jacqueline Seignouret |        |